# Гавриловка (Кыштовский район)
Гавриловка — деревня в Кыштовском районе Новосибирской области. Входит в состав Ерёминского сельсовета.

## География
Площадь деревни — 35 гектаров.

## Население
| 2002 | 2007 | 2010 |
| ---- | ---- | ---- |
| 127  | ↘93  | ↘78  |

## Инфраструктура
В деревне по данным на 2007 год функционируют 1 учреждение здравоохранения и 1 учреждение образования.